# Acronyches rarus
Acronyches rarus là một loài ruồi trong họ Asilidae. Acronyches rarus được Martin miêu tả năm 1968. Loài này phân bố ở vùng Tân nhiệt đới.